# Extraction (Gary Wright)
Extraction è l'album d'esordio del cantante Gary Wright, pubblicato dalla A&M Records nel 1970. 
Venne pubblicato pochi mesi dopo l'uscita di Wright dagli Spooky Tooth, band da egli stesso fondata.

## Tracce
1. Get On the Right Road – 3:10
2. Get Hold to Yourself – 3:10
3. Sing a Song – 3:10
4. We Try hard – 2:30
5. I Know a Place – 4:55
6. The Wrong Time – 3:19
7. Over You Now – 3:35
8. Canon in D – 3:28
9. Too Late to Cry – 3:50
10. I've Got a Story – 5:25